# Wahnbachtalsperre
Die Wahnbachtalsperre liegt in Siegburg-Seligenthal im nordrhein-westfälischen Rhein-Sieg-Kreis und dient der Trinkwasserversorgung. Der Stausee wird vorwiegend durch den Wahnbach gespeist und besitzt als Absperrbauwerk einen Staudamm.
Die Talsperre und die Trinkwasserversorgung wurden am 28. April 1958 vom damaligen Ministerpräsidenten Fritz Steinhoff in Betrieb genommen. Der am 12. Juni 1953 gegründete Wahnbachtalsperrenverband (WTV) versorgt mehr als 780.000 Einwohner in der Bundesstadt Bonn, im Rhein-Sieg-Kreis und im Landkreis Ahrweiler mit Trinkwasser, wobei dies aber auch teilweise durch Grundwasser aus dem unteren Siegbereich geschieht.

## Geschichte
Bevor die Wahnbachtalsperre gebaut wurde, befanden sich im heutigen Stauraum an Gebäuden die „Lüttersmühle“, das Gasthaus „Wahntaler Schweiz“ (beide etwa ⊙), zwei landwirtschaftliche Anwesen – „Hillenbach“ (etwa ⊙) und „Petershof“, der auf dem Gelände der ehemaligen Hoffnungsthaler Hütte stand (etwa ⊙). Die Bewohner dieser Häuser mussten umgesiedelt werden. Am Einlauf des Wahnbaches, wo die heutige Vorsperre steht, befand sich die Gaststätte „Herkenrather Mühle“. Das Gebäude wurde durch den Wahnbachtalsperrenverband (WTV) über mehrere Jahre als Versuchsanlage für Phosphor-Eliminierungsanlagen genutzt.
Die Zweckbestimmung der Talsperre ist:
- die Abgabe von Zuschusswasser bei Niedrigwasserführung der Sieg
- die Erzeugung von Wasserkraft
- der Hochwasserschutz im unteren Wahnbachtal und
- die Trinkwasserversorgung von Bonn, Siegburg, dem Rhein-Sieg-Kreis und dem Landkreis Bonn und die Bereitstellung von Brauchwasser für die Chemie-Faser AG in Siegburg

Das am 12. November 1955 verliehene Wasserrecht erlaubt eine jährliche Entnahme von 28,1 Millionen Kubikmetern (Mio. m³).
Die Bilder vergleichen den Zustand vor und nach dem Bau des Stausees. In der Karte von 1951 führt die Wahnbachtalstraße entlang des Wahnbachs bis zur heutigen L189 bei Herkenrath. Nach der Überflutung durch den Bau der Staumauer verschwanden Bachverlauf und Straße im Stausee. Am nördlichen und südlichen Ende des Sees finden sich Reste der Straße, und zwischen Wolperath und Wahn ehemalige Zubringerstraßen. Die 1925–1927 gebaute Ummigsbachbrücke wurde 1945 von der Wehrmacht gesprengt.

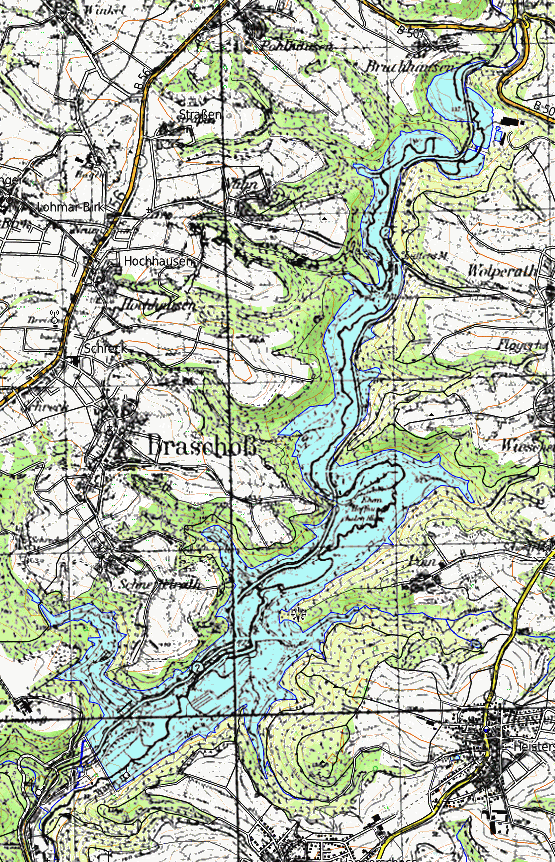
Verlauf des Wahnbachs und der Wahnbachtalstraße um 1950 und überlagert der heutige Stausee.
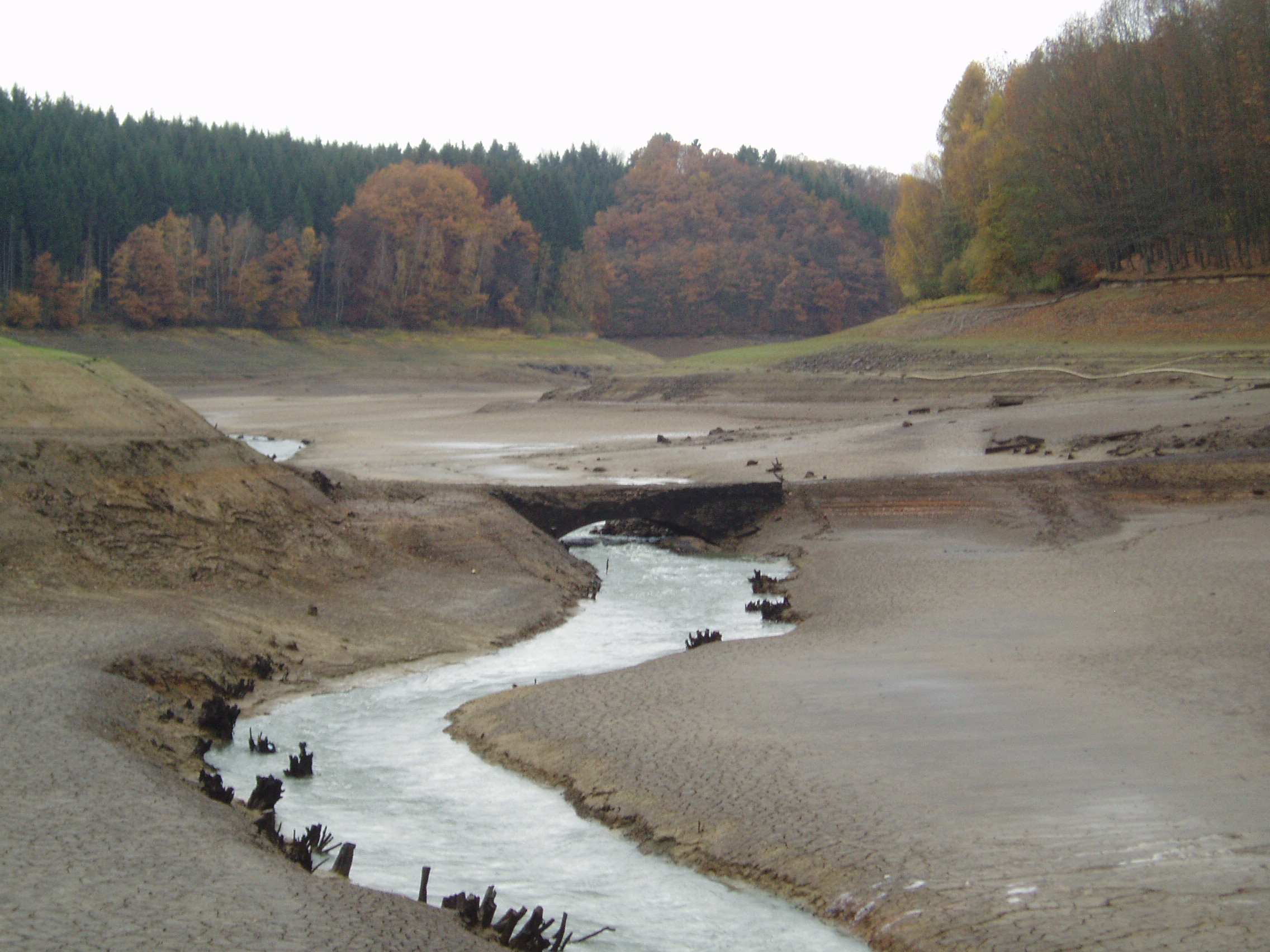
Brücke der alten Wahnbachtalstraße, die normalerweise vom Wahnbachstausee überflutet ist.
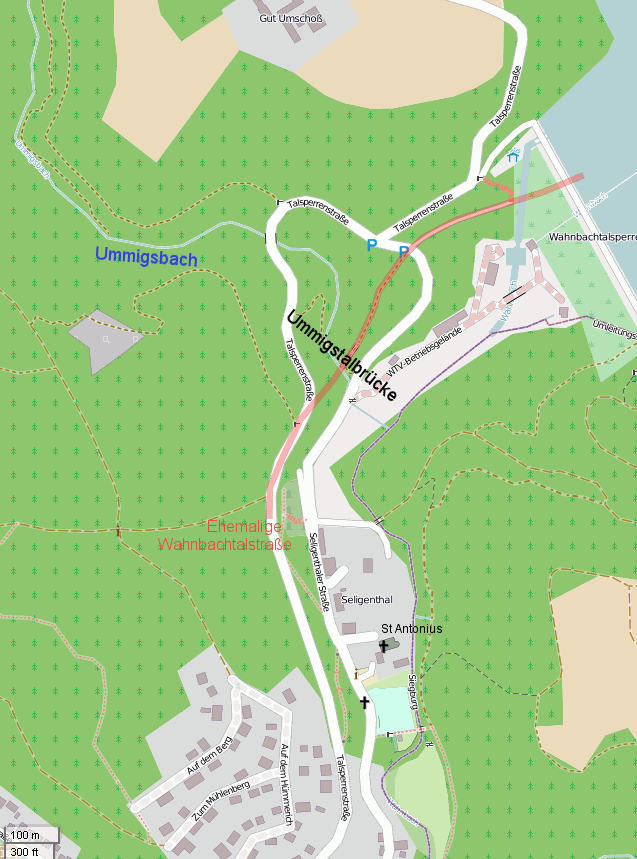
Verlauf der alten Wahnbachtalstraße.
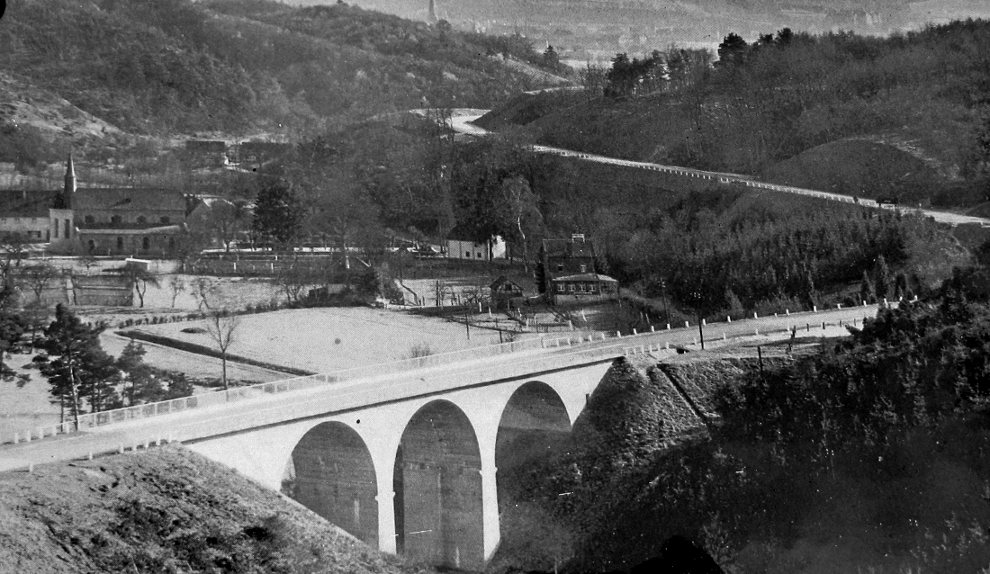
Ummigsbachbrücke im Unterlauf des Wahnbachs um 1930.
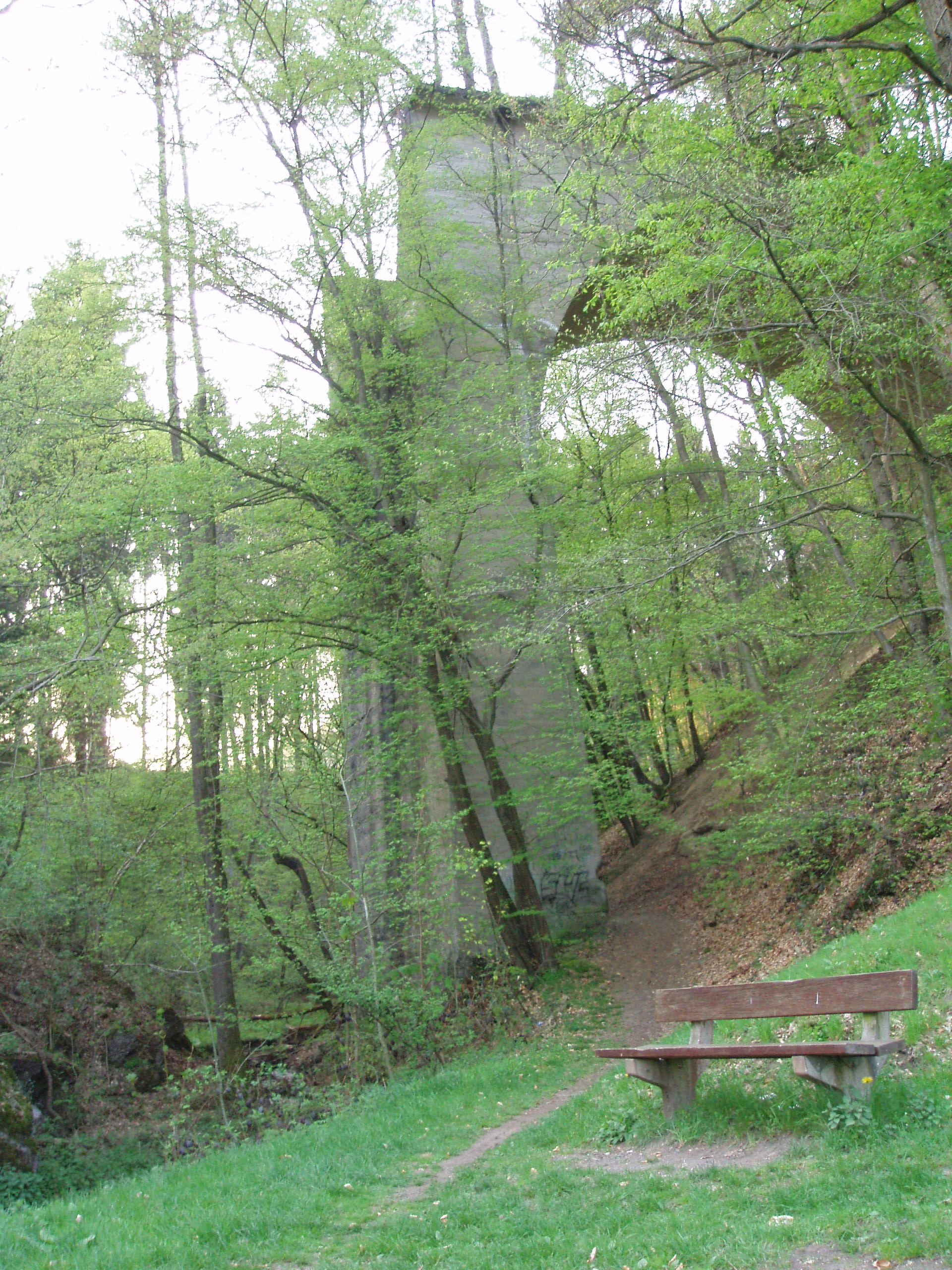
Nach der Sprengung durch die deutsche Wehrmacht 1945 ist die Brücke eine Ruine.

## Geologie

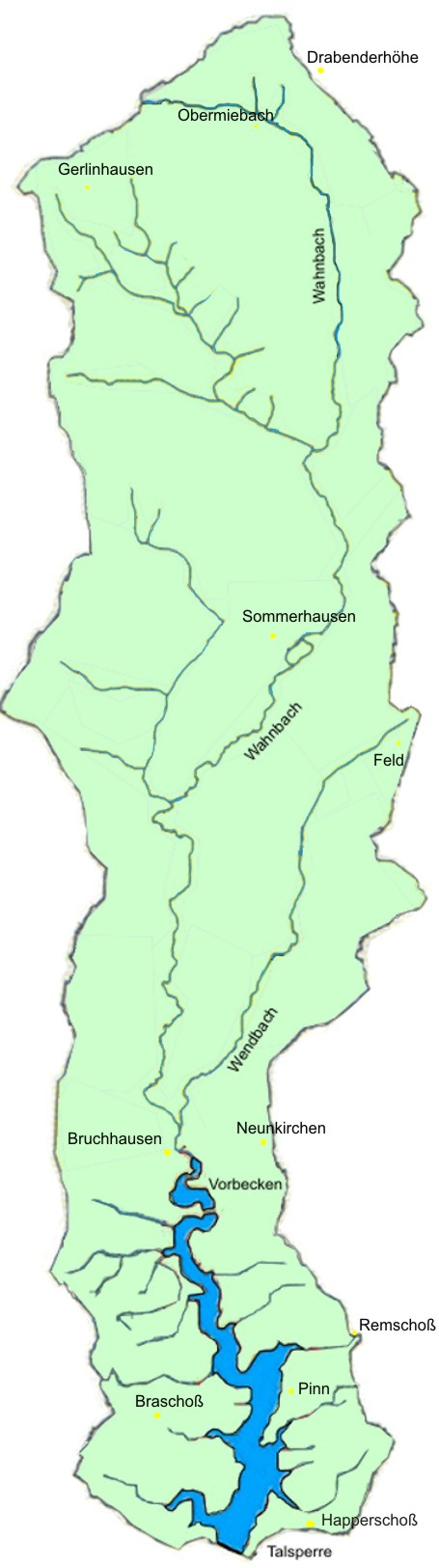
Einzugsgebiet der Wahnbachtalsperre

Laut der geologischen Karte des Geologischen Dienstes NRW bestehen die umgebenden Schichten aus den Siegen-Schichten, bei Neunkirchen-Seelscheid auch Schichten des Ems. Auf den Bergkuppen werden diese paläozoischen Schichten meist von quartären Löss bedeckt.
Die Siegen-Schichten sind stellenweise fossilführend. Bei den weitverbreiteten Sandstein-Tonschiefer-Wechsellagerungen kommen diese meistens in den tonigen Lagen vor.
Diese Fossilien sind aus paläobotanischer Sicht sehr wertvoll, da sich Einblicke in die Flora des Unterdevons ergeben. Hier gefundene Arten sind u. a. Taeniocrada decheniana, Sciadophyton laxum, Sawdonia und Stockmansella langii. Insbesondere Letztere Art bildete damals schilfartige Bestände.
Weitere lokal begrenzte Schichten sind die oligozänen bis miozänen Basalte und Basalttuffe des Steimelskopf.
In der Umgebung von Heide kommen quartäre Flugsande und weiter östlich Hauptterrassenkiese vor.

## Bau des Absperrbauwerks

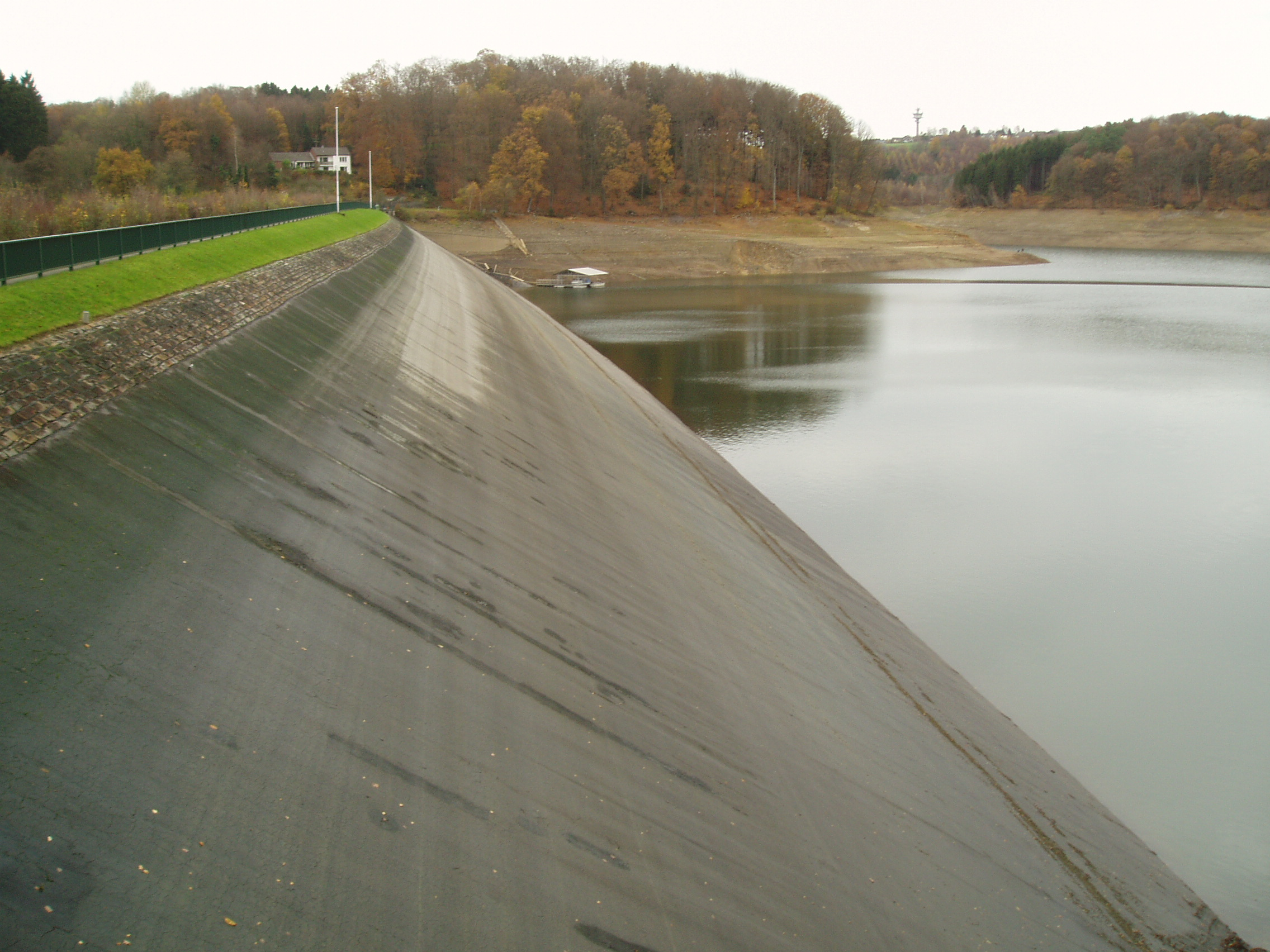
Wasserseite des Staudamms

Zwischen Januar 1955 und Juni 1956 erfolgten die Arbeiten zur Errichtung des Dammbauwerks. Zum Schutz der Baustelle vor Überflutungen wurde der Wahnbach durch einen Umleitungsstollen am Dammbauwerk vorbeigeführt. Dieser Stollen beherbergt heute die Rohwasserleitung vom Entnahmeturm zum Pumpwerk Seligenthal am luftseitigen Dammfuß. Als erste Baumaßnahme wurde am wasserseitigen Dammfuß bis zum August 1955 die Herdmauer mit dem begehbaren Kontrollstollen betoniert sowie der Grundablassstollen aus dem Stauraum zur Wasserseite gebaut. Danach begann die Aufschüttung des Dammkörpers. Mit einer täglichen Leistung bis zu 8.600 m³ wurden insgesamt 1.020.000 m³ Gestein für den Damm aufgeschüttet.
Als Materialien standen Grauwacke und Grauwackenschiefer zur Verfügung, die innerhalb des Stauraums bei der Ortschaft Pinn gewonnen werden konnten. Der Kern des Zonendamms besteht aus weniger groben Material, das zur Stützung von einer groben, durchlässigen Schüttung umgeben ist. Auf der Wasserseite mit Neigung von 1:1,6 wurde eine Packlage aus Grauwacke aufgebracht, die als Tragschicht für die Oberflächendichtung dient. Am 19. Juni 1956 konnte Richtfest gefeiert werden. Danach brachte man innerhalb von fünf Monaten die Oberflächendichtung aus zwei Schichten Asphaltbeton von jeweils 4,5 cm Stärke auf. Direkt darunter ist eine Drainschicht angeordnet, die zum Kontrollstollen entwässert und damit eventuelle Undichtigkeiten anzeigen kann. Mit Schließung der Absperrschieber am Grundablass begann am 20. Dezember 1956 der Einstau der Talsperre.

## Einzugsgebiet
Das Wassereinzugsgebiet der Wahnbachtalsperre umfasst etwa 70 Quadratkilometer nordöstlich des Staudamms. Das oberste Ende liegt bei Much am Heckenberg bei Drabenderhöhe und umfasst bis zum Vorbecken zirka 58 Quadratkilometer, was etwa 84 Prozent der Gesamtfläche entspricht. Der Abfluss aus diesem Gebiet wird von der Phosphoreliminierungsanlage am Vorbecken erfasst. Das restliche um die Talsperre gelegene untere Einzugsgebiet umfasst knapp 12 Quadratkilometer und entwässert unmittelbar in die Talsperre. Die Fläche des Stauraums beträgt zwei Quadratkilometer.

## Betriebseinrichtungen und technische Daten

### Stausee und Staudamm

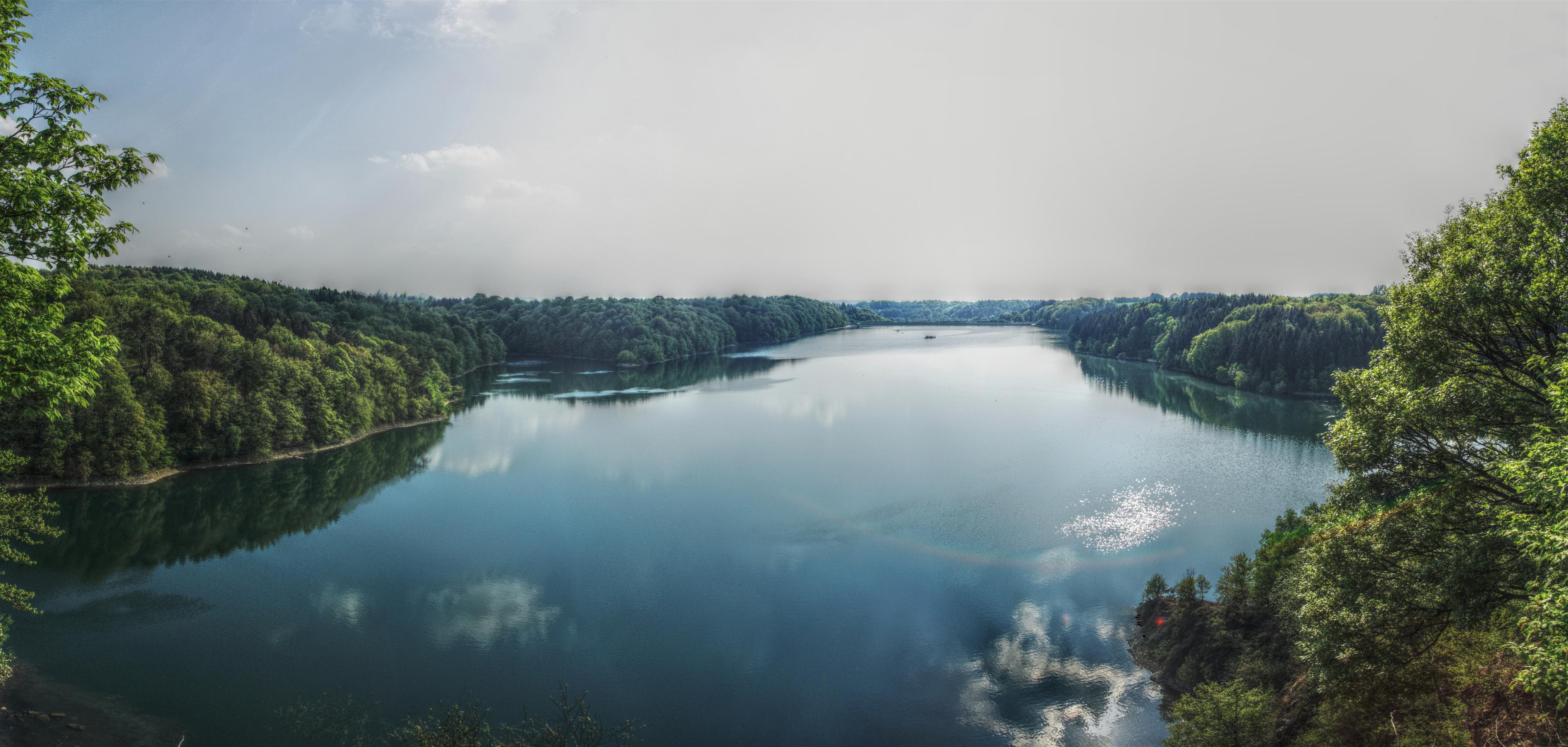
Wahnbachtalsperre

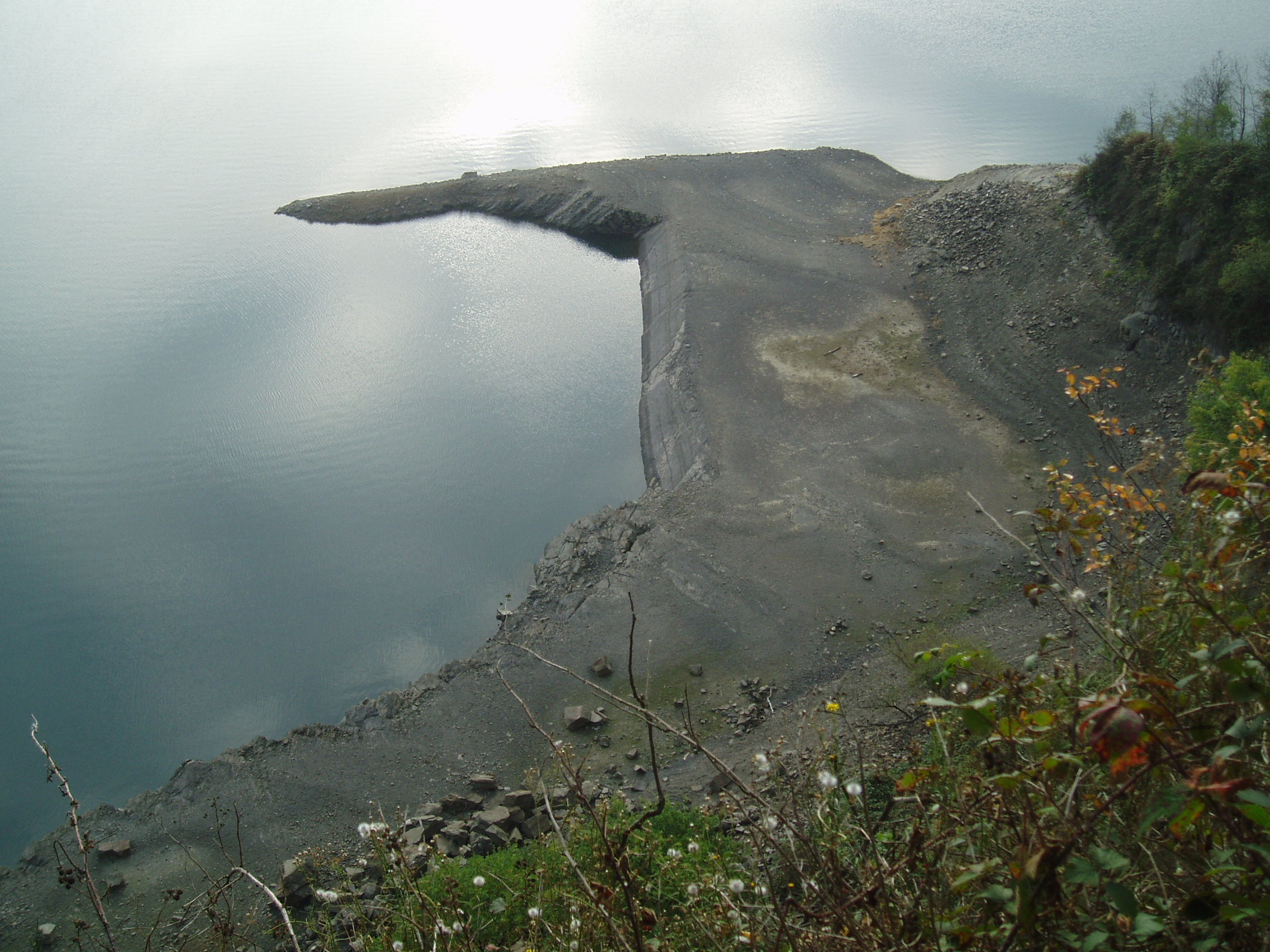
Steinbruch, in dem das Schüttmaterial gewonnen wurde (bei Vollstau überflutet)

Der Stausee der Talsperre mit vielen kleinen Buchten verläuft über rund 5,8 Kilometer in südwestlicher Richtung von Neunkirchen-Seelscheid nach Siegburg-Seligenthal. Die maximale Stauhöhe bei Hochwasserüberlauf liegt auf 124,1 m NHN. Dabei beträgt die maximale Seebreite etwa 360 Meter und seine Oberfläche nimmt rund 2 km² (200 Hektar) ein. Vor dem Damm beträgt dann die Wassertiefe 46 Meter und es wird das größte Stauvolumen von 43,2 Mio. m³ erreicht. Im Normalbetrieb beträgt das Speichervolumen bis zu 41,3 Mio. m³.
Im langjährigen Mittel laufen über den Wahnbach 1,3 Kubikmeter pro Sekunde in den Stausee, die sich zu rund 41 Mio. m³ pro Jahr summieren. Damit ist die Talsperre ein Jahresspeicher, da sie aus dem Einzugsgebiet im Durchschnitt einmal jährlich gefüllt werden kann. Gemäß wasserrechtlicher Genehmigung dürfen aus dem Stausee jedes Jahr bis zu 28,1 Mio. m³ für Trinkwasserzwecke entnommen werden.
Der Steinschüttdamm hat eine Länge über die Talbreite von 379 Metern und ist auf der Luftseite mit einer Vegetationsschicht abgedeckt. Im oberen Bereich beträgt die Neigung 1:1,5. Unterhalb der Berme ist die Neigung mit 1:1,75 etwas flacher. Die Dammkrone mit der Fahrbahn besitzt eine maximale Höhe von 52 m über der Gründungssohle und eine Breite von 7,55 Meter.

### Vorstaubecken und P-Fällung
Zur Vermeidung des Eintrags von mitgeführten Schwebstoffe wurde beim Bau eine Vorsperre bei der ehemaligen „Herkenrather Mühle“ angelegt. Damit wird eine Verbesserung des optischen Eindrucks im Bereich der Stauwurzel erreicht, die ansonsten durch die schwankenden Wasserstände stark vom Trockenfallen geprägt ist. Daneben ist ein Vorbecken einfacher zu entleeren und von den abgelagerten Stoffen zu befreien. In das Becken mit einem Volumen von 500.000 m³ gelangen ca. 80 % der Zuflüsse. Die restlichen 20 % kommen über seitliche Zuflüsse direkt in das Hauptbecken.
Als Besonderheit besitzt die Wahnbachtalsperre am Vorbecken eine Phosphor-Eliminierungsanlage (PEA). Durch intensive landwirtschaftliche Düngung und Nutzung der Flächen im Einzugsgebiet des Wahnbaches entstand schon in der Anfangszeit eine starke Algenblüte im Stausee, die zu Problemen bei der Wasseraufbereitung geführt hatten. Die Ursache für die drohende Eutrophierung lag in den ausgelösten Nährstoffen, überwiegend durch die hohe Konzentration von Phosphor. Mit umfangreichen Untersuchungen bis in die 1970er Jahre konnte nachgewiesen werden, dass durch eine chemische Fällung mit Eisensalzen der Phosphor als essenzieller Algennährstoff entzogen und die Eutrophierung unterbunden werden kann.
Durch die weitgehende Vorbehandlung der Zuflüsse werden die Phosphorverbindungen reduziert und den Algen die Lebensgrundlage entzogen, sodass die im Stausee produzierte Biomasse in Form von Algen und Plankton verringert wird. Anfangs wurde mit einer Versuchsanlage in der „Herkenrather Mühle“ begonnen. Diese hatte eine Durchsatzleistung von 1 m³/h. Heute hat die Anlage einen Durchsatz von ca. 18.000 m³/h.
Für die PEA dient das Vorbecken als Pufferspeicher, das auch kleinere Hochwässer aufnehmen kann. Bei größeren kann die Anfangswelle noch gespeichert werden, bevor der Hochwasserüberlauf am Vordamm anspringt. Das Wasser wird aus dem Vorbecken entnommen, in der PEA durch Flockungsfiltration gereinigt und danach über einen Unterwasserkanal in das Hauptbecken geleitet.

### Hochwasserentlastung und Grundablass

Blick in den Grundablassstollen von der Wasserseite her

Hochwasserentlastung mit Schussrinne und Tosbecken

Bei einem Dammbauwerk muss grundsätzlich ein Überströmen der Krone verhindert werden, da sonst ein Dammbruch entstehen kann. Dafür muss eine wirkungsvolle Hochwasserentlastung vorhanden sein, die nach den derzeitigen Normen (DIN 19700 Teil 11) für ein 1000-jähriges Hochwasser konzipiert sein muss. Auf der rechten Dammseite befindet sich dazu ein breites Einlaufbauwerk. Mittig befinden sich zwei Durchlässe zur Luftseite, die mit manuell bedienbaren Hubschützen versehen sind. Bei hohem Füllstand und Hochwasserzulauf kann darüber der Wasserstand im Stauraum in Grenzen geregelt werden. Das durchlaufende Wasser erreicht dahinter die Schussrinne, die in der seitlichen Dammkehle steil ins Tal führt und unten im Tosbecken endet. Links und rechts der beiden Durchlässe sind jeweils noch zwei Saugheber angeordnet, die im Hochwasserfall zusätzlich die ausreichende Wasserabfuhr ermöglichen. Alle vier Leitungen münden etwas tiefer ebenfalls in die Schussrinne.
Im Normalbetrieb erfolgt die Wasserabgabe über den Grundablass, der für die vollständige Entleerung der Talsperre erforderlich ist und auch die kleineren Hochwässer ableiten kann. Er besitzt am wasserseitigen Dammfuß vor der Kreuzung mit dem Kontrollgang ein eigenes Einlaufbauwerk mit zwei Einläufen auf Talsohle sowie 10 m darüber. Im weiterführenden Stollen, der in Talmitte unter dem Damm hindurchläuft, sind zwei Rohrleitungen DN 1400 verlegt. Ein Regelventil am Ende vor dem Tosbecken sorgt für den notwendigen Abfluss bzw. die Wildbettabgabe in den Wahnbach, damit dieser nicht trockenfällt. Über den Grundablass kann alternativ Rohwasser aus den zwei Höhen für das Wasserwerk abgenommen werden.

### Rohwasserentnahme und Pumpwerk Seligenthal
Vor dem Dammfuß auf der linken Talseite steht wasserseitig der Entnahmeturm für das Rohwasser. Um ein Tiefenwasser mit optimaler Qualität entnehmen zu können, sind im Turm drei Entnahmeöffnungen über die Höhe gestaffelt in 20, 25 und 30 m über der Gründungssohle angeordnet. Als Verbindung zur Luftseite wird der ehemalige Umleitungsstollen aus der Bauzeit verwendet, in dem zwei Rohrleitungen DN 800 verlegt sind. Der Stollen dient auch als Zuwegung zum Entnahmeturm.
Das Wasser gelangt über die Rohrleitungen zum Pumpwerk Seligenthal neben dem Tosbecken. Die installierten Pumpen fördern bis zu 3500 Kubikmeterm³ Wasser pro Stunde über die Transportleitung DN 1000 zur 1,5 km entfernten Wasseraufbereitungsanlage Siegburg-Siegelsknippen, die rund 100 Meter höher liegt. Bei Bedarf wird das Wasser am Pumpwerk vorkonditioniert durch die Dosierung von Kaliumpermanganat oder Pulveraktivkohle, womit Mangan und organische Spurenstoffe in weiteren Prozessschritten entfernt werden können. An dieser Stelle kommt auch das Rohwasser der Grundwasserentnahme aus dem Hennefer Siegbogen an, sodass es ebenfalls unter Vorbehandlung zum Wasserwerk gepumpt werden kann.

## Sicherheit und Hochwasserschutz
Stauseen nehmen mit ihren Absperrbauwerken eine Sonderrolle im Hinblick auf die Überwachung im laufenden Betrieb ein. Jedes Staubauwerk muss aufgrund seiner Konstruktion und Lage als Einzelbauwerk betrachtet werden. Hierfür ist ein individuell angepasstes Überwachungssystem erforderlich. Die Überwachung findet in Abstimmung mit der staatlichen Aufsichtsbehörde statt. Dies liegt in NRW bei den Staatlichen Umweltämtern. Die letzte große Revision wurde im Herbst 2006 durchgeführt, wozu der Wasserspiegel stark abgesenkt werden musste.
Neben der Trinkwassergewinnung stellt der Hochwasserschutz eine wichtige Aufgabe der Talsperre dar. Um das auftretende Hochwasser aufnehmen zu können, wird ein Speichervolumen festgelegt, das in einem vorgeschriebenen Zeitraum freizuhalten ist. Dies sind die Monate zwischen November und März. Für die Wahnbachtalsperre ist ein Volumen von 2 Mio m³ vorzuhalten. Wird das Volumen vollständig beansprucht und der Zulauf hält weiterhin konstant hoch an, wird das überschüssige Wasser kontrolliert über die Hochwasserentlastungsanlage an das Unterwasser abgeleitet.

## Trinkwasseraufbereitung
Bei der Aufbereitung von Talsperrenwasser zu Trinkwasser müssen alle im Talsperrenwasser enthaltenen Inhaltsstoffe, die im Trinkwasser nicht enthalten sein dürfen, entfernt werden. Die unerwünschten Inhaltsstoffe gelangen durch Einschwemmen aus den Zuflüssen der Talsperre ins Talsperrenwasser oder bilden sich hier durch Wachstum und Abbau von Algen und anderen Wasserorganismen.
Zu den unerwünschten Inhaltsstoffen im Talsperrenwasser gehören:

### Gelöste Stoffe
- Abbauprodukte von Pilzen, Bakterien und Algen (teilweise giftige, geruchsbildende Stoffe, stören bei der Desinfektion)
- Eisen und Mangan (ungiftige, braunfärbende Stoffe, stören bei der Desinfektion)
- Humusstoffe (ungiftige, braune Stoffe, stören bei der Desinfektion)
- Mineralöle, Lösemittel, Bestandteile von Reinigungsmitteln (teilweise giftige, geruchsbildende Stoffe)
- Pflanzenschutzmittel (giftige Stoffe)

### Partikel und Trübstoffe
- Krankheitserreger aus Abwasser und Tierfäkalien
- lebende oder abgestorbene Pilze, Bakterien, Algen, Wassertierchen (teilweise giftige, geruchsbildende Stoffe, stören bei der Desinfektion)
- mineralische Trübstoffe aus Abschwemmungen

Die Trinkwasseraufbereitungsanlage des WTV steht in Siegburg-Siegelsknippen. Sie liegt ca. 100 Meter oberhalb des Wahnbachtals. Ein Schwerpunkt der Wasseraufbereitung liegt in der vom Verband weiterentwickelten Flockungsfiltration und der im Wesentlichen vom WTV neu entwickelten Desinfektion durch UV-Licht und Ultraschall.
Durch Einmischung von Flockmittel, in der Regel Eisen(III)-chlorid, entstehen große Flocken, die möglichst alle Feinstoffe aus dem Rohwasser binden sollen. Diese werden im weiteren Verlauf durch die Sandfilter ausgefiltert. Durch Ultraschallbehandlung wird das im Wasser befindliche Plankton deaktiviert, so dass es sich einfach herausfiltern lässt. Geschieht dies nicht, kann es sich aus den Flocken lösen und so den Filter durchdringen.
Die Filter bestehen aus mehreren Schichten: einer Quarzsandschicht von ca. 0,8 m und einer Schicht aus Anthrazitkohle mit 1,2 m. Beim so genannten Rückspülen werden die gefilterten Stoffe ausgespült und in der mechanischen Absetzanlage abgelagert. Das Rohwasser gelangt jetzt in einen Zwischenspeicher. Von dort geht es in die UV-Desinfektion (eine Neuerung im Bereich der Desinfektion und hauptsächlich durch den WTV entwickelt – früher wurde hier Chlordioxid verwendet). Durch Bestrahlen der Mikroorganismen im Wasser mit UV-Licht von 400 J/m² werden alle hygienisch relevanten Mikroorganismen erfasst und unschädlich gemacht. Das Verfahren ist mittlerweile zugelassen nach dem Teil II der Liste-Desinfektionsverfahren (Bundesgesundheitsblatt 10/2002 S. 842).
Das Wasser wird ständig durch das eigene akkreditierte Labor untersucht. Weiterhin betreibt der WTV im Wasserwerk Meindorf den ersten und bislang weltweit größten Prüfstand für UV-Desinfektionsgeräte bis 3000 m³/h und arbeitet dabei mit dem DVGW zusammen. In diesem Prüfstand wurden einige Groß- und Kleinanlagen für die USA, Deutschland, Frankreich und Kanada geprüft.

### Trinkwasserqualität
Die chemische und bakteriologische Beschaffenheit des gelieferten Trinkwassers erfüllt zu jeder Zeit die Anforderungen der Trinkwasserverordnung. Das sehr weiche (kalkfreie) und korrosionschemisch günstige Wasser liegt im Härtebereich zwischen 1 und 2 (7° dH). Der Unterschied zwischen den Versorgungsgebieten, der sich aus der Belieferung der Talzone Bonn mit einem höheren Anteil an im Wasserwerk Untere Sieg aufbereiteten Grundwasser ergibt, ist nur gering.

## Sonstiges
- Sämtliche Gebäude, die sich im Bereich des heutigen Stausees befanden und damit überflutet worden wären, wurden während des Baus des Staudamms abgerissen. Es existieren jedoch noch einige Brücken, die bei geringem Wasserstand (wie zuletzt im Sommer 2008) trockenfallen.
- Durch den Stausee verlaufen einige Versorgungsleitungen, die auf der ursprünglichen Wahnbachtalstraße angebracht wurden und der Versorgung der Phosphoreliminierungsanlage dienen.
- Da die Talsperre ausschließlich der Trinkwasserversorgung dient, ist ihr Nutzen zur Naherholung begrenzt, da unter anderem das Schwimmen im See und das Campieren in der Schutzzone, anders als bei Stauseen mit Mischnutzung (wie z. B. dem Rursee), verboten ist und die Zuwiderhandlung mit einem Ordnungsgeld bis 50.000 €[6] belegt werden kann. Auch das Betreten der trockenen Sohle während z. B. wartungsbedingter Entleerung des Stauraums ist ohne entsprechende Genehmigung nicht zulässig.[7] Zudem ist das Gebiet von außen kaum einsehbar und für Rettungskräfte schwer zugänglich, so dass bei einem medizinischen Notfall für den unbefugten Besucher Lebensgefahr besteht.[8]
- Angeln ist in der Wahnbachtalsperre gemäß den Gesetzesvorgaben für Inhaber eines besonderen, jährlich in begrenzter Zahl ausgegebenen Fischereischeines erlaubt. Der erfolgreichste Angler war bisher Franz Schmitz, der 1990 eine 18 Pfund schwere Forelle an den Haken bekam. Wöchentlich werden durch einen Fischer Blaufelchen mittels Netz abgefischt, um das biologische Gleichgewicht zu erhalten.[9]
- Im April 2008 wurde bekannt gegeben, dass die Asphaltbetonabdichtung des Staudamms saniert werden muss. Zu diesem Zweck wurde der Stauinhalt bis Ende Juni 2008 um 35 Mio. m³ gesenkt, was dazu führte, dass weite Teile des Stausees trockenfielen. Dabei wurden auch Reste der alten Besiedlung sichtbar.[10]
- Die Namen der Orte am Stausee enden häufig auf -schoß.

### Sanierung des Hauptdammes 2008

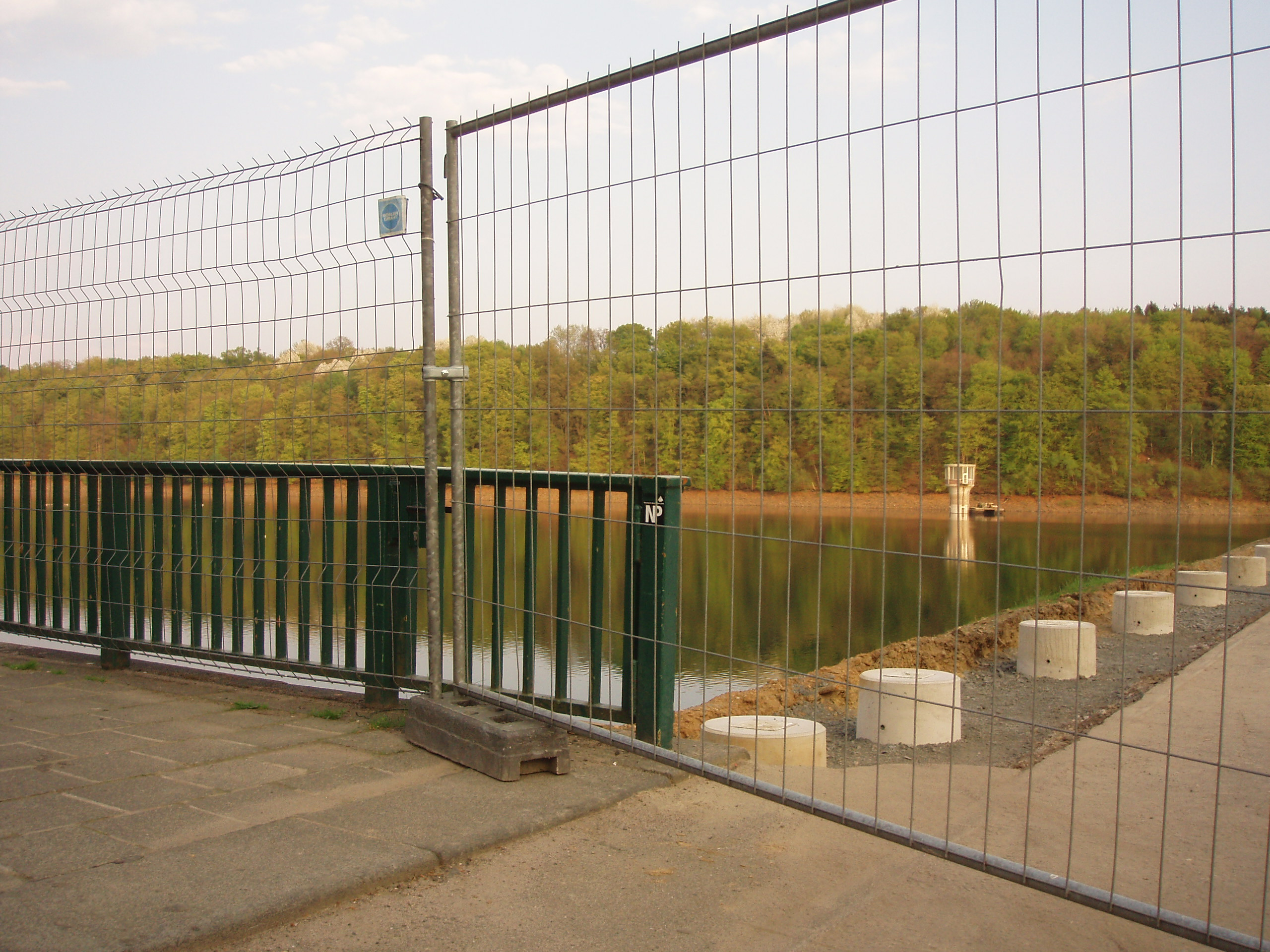
Der Damm während der Sanierungsarbeiten, Frühjahr 2009

Im Jahr 2008 musste die Asphaltversiegelung des Hauptdammes oberhalb von etwa 20 Metern über der Talsohle erneuert werden. Zu diesem Zweck wurde der Wasserspiegel des Hauptstauraumes um ca. 25 m abgesenkt, wodurch weite Teile des sonst überfluteten Wahnbachtales trockenfielen. Der Hauptdamm einschließlich des Vorplatzes war während der Arbeiten für Besucher gesperrt. An beiden Seiten des Damms wurde für Besucher je ein Aussichtspunkt eingerichtet, von dem man einen guten Blick auf die Sanierungsarbeiten hat. Leider waren diese Punkte für Ortsfremde teilweise nur schwer zu finden, was viele Besucher dazu verleitete, die Baustelle selber zu betreten. Während der Hauptphase der Arbeiten war im Nordwesten eine Aussichtsplattform im Garten der Talsperrenaufsicht eingerichtet. Seit Mitte Dezember 2008 ist der Vorplatz am Hauptdamm, und seit Anfang Juli 2009 auch der Damm selbst wieder zugänglich. Die Plattform an der südwestlichen Seite ist seitdem teilweise zugänglich, teilweise (wie der Damm selbst) als Baustelle abgesperrt. Für Rollstuhlfahrer waren beide provisorischen Aussichtspunkte nicht nutzbar, die nordwestliche, weil es dort Treppen zu steigen galt, die südöstliche, weil der Weg, der zunächst aus guten Waldwegen besteht, am Ende steil und unwegsam wird. Der nun zugängliche Damm ist jedoch für Rollstuhlfahrer nutzbar.
Der Wiedereinstau begann Mitte November 2008, kurz nach dem Abschluss der Arbeiten am Hauptdamm. Der reguläre Wasserstand wurde zunächst für März oder April 2009 erwartet. Aufgrund geringer Niederschläge wurde er jedoch erst im Sommer 2009 erreicht, und seit Mitte Juli 2009 wird wieder regulär Wasser aus dem Stausee entnommen.

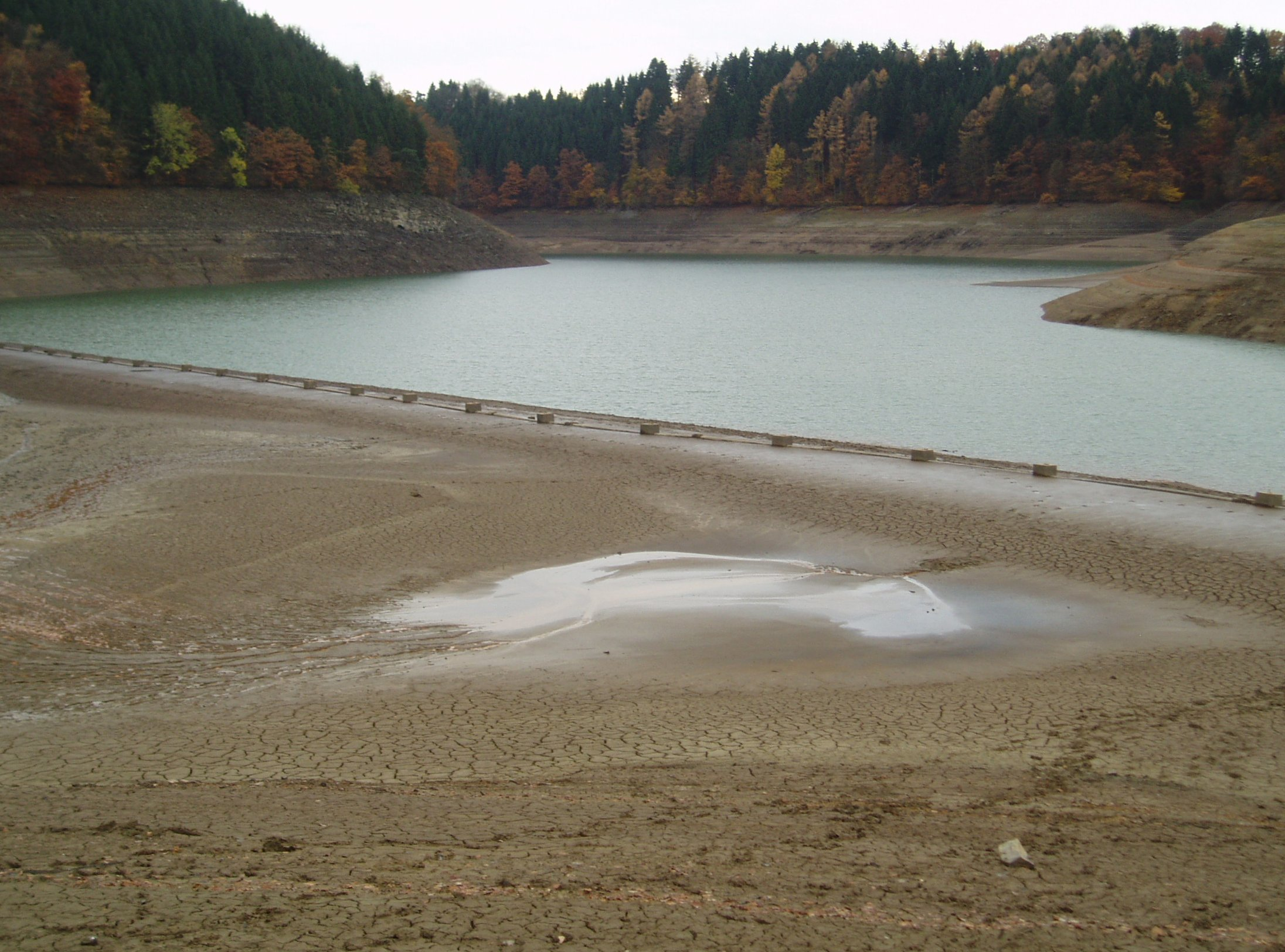
Versorgungsleitungen durch den Stausee (Herbst 2006)
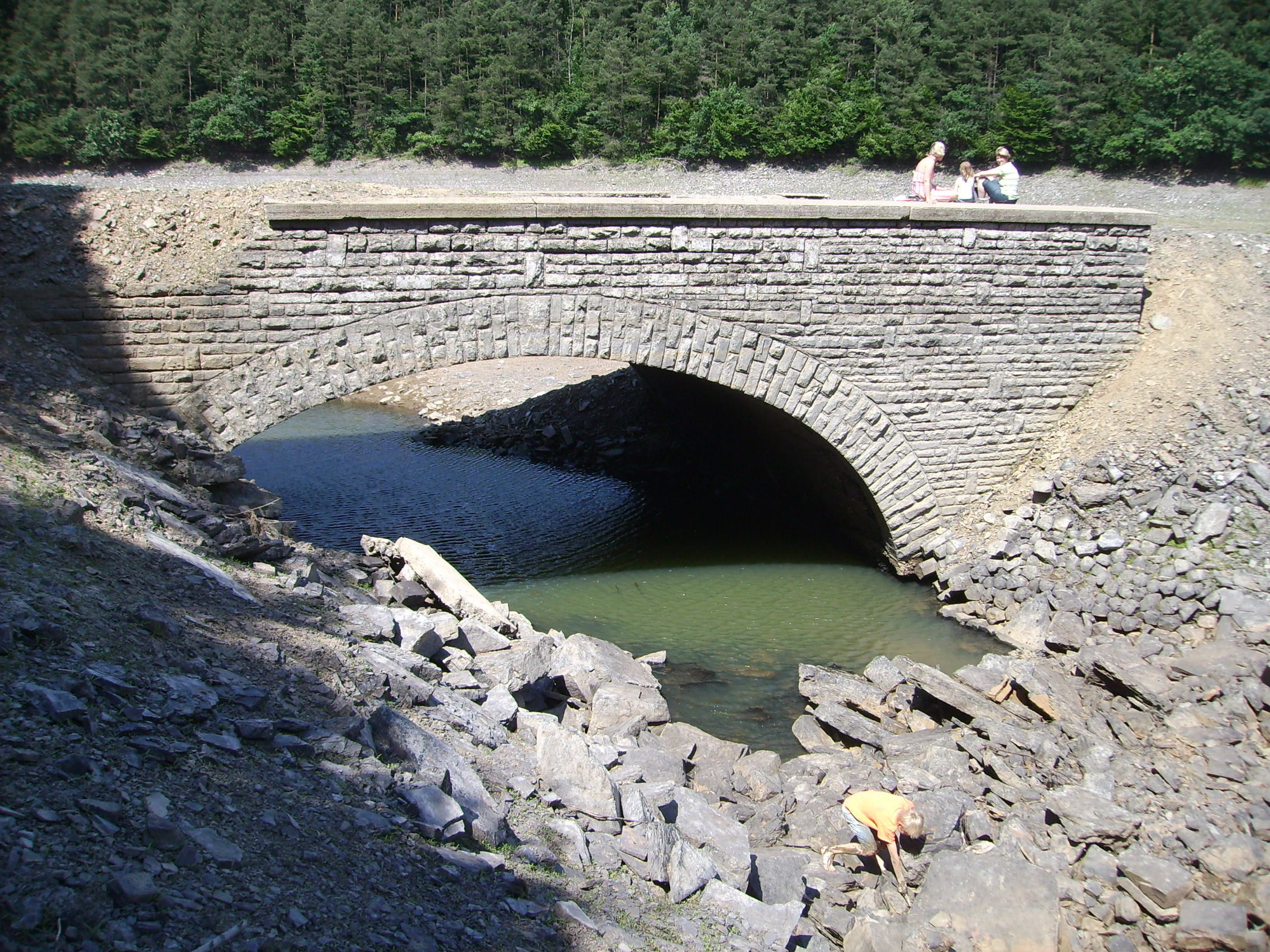
Brücke der alten Wahnbachtalstraße kurz vor dem Vorbecken, normalerweise überflutet (Sommer 2008)
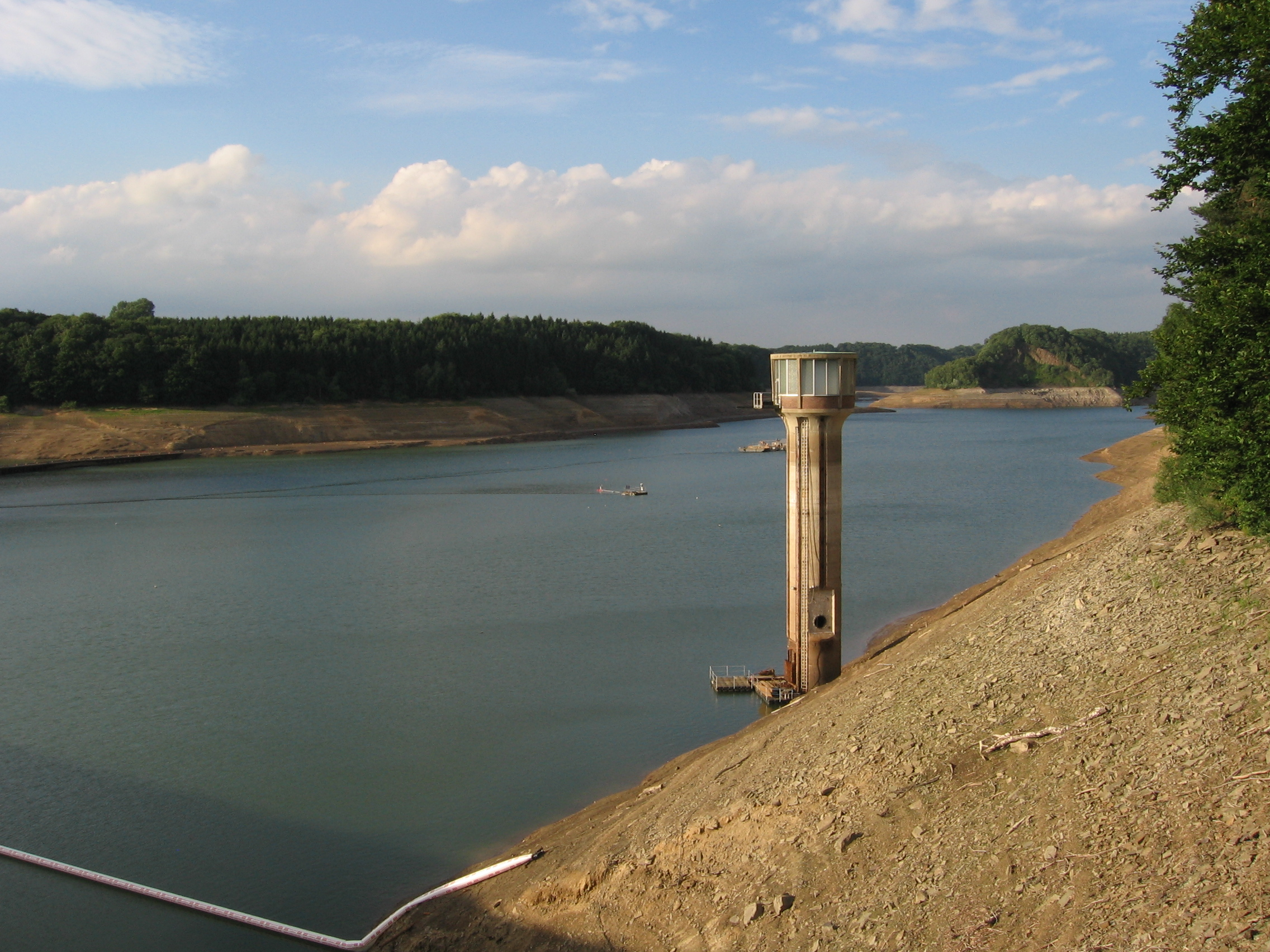
Blick auf den teilentleerten Stausee mit freiliegendem Entnahmeturm (Sommer 2008)
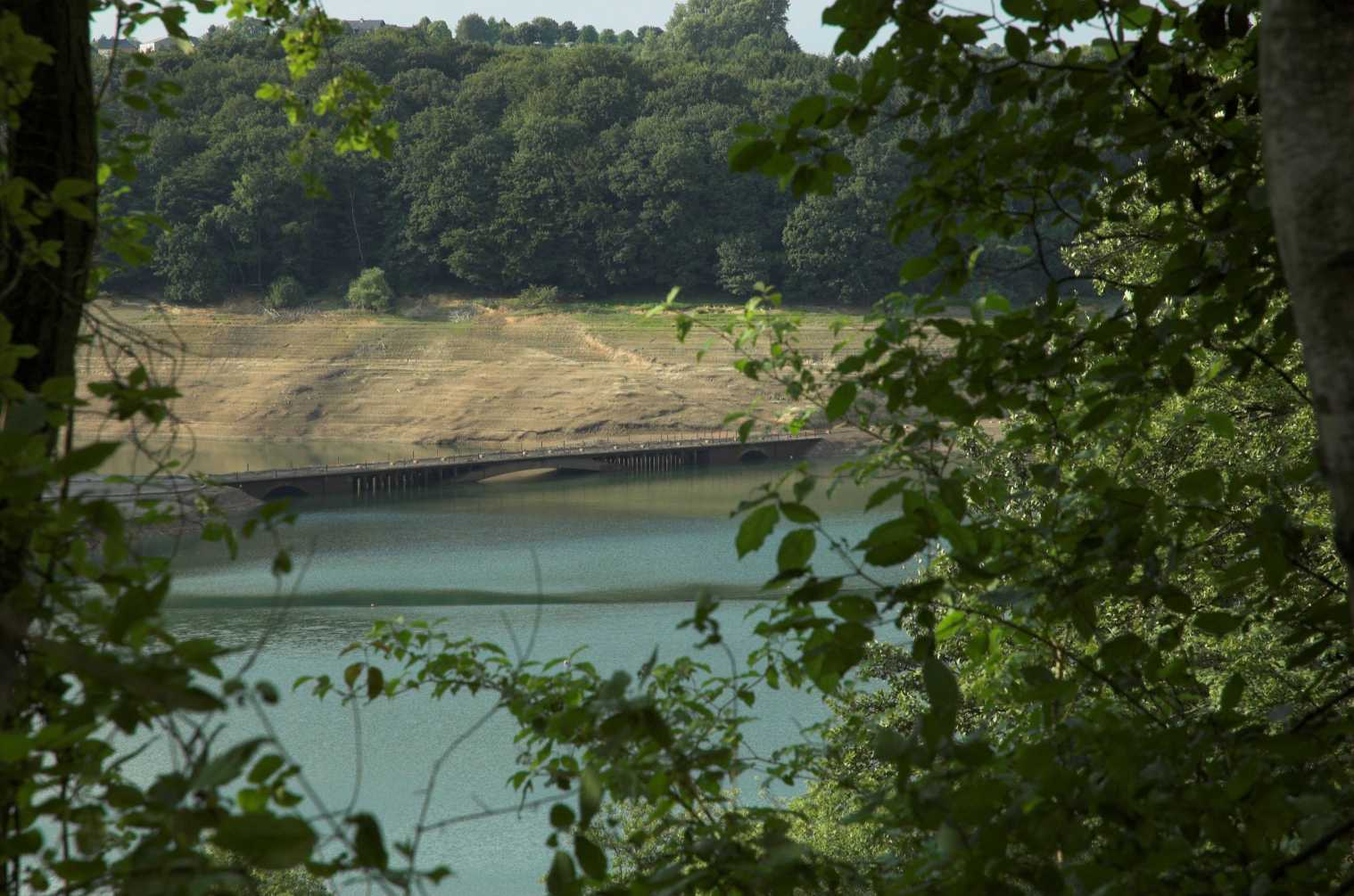
Die Derenbachbrücke (Sommer 2008)
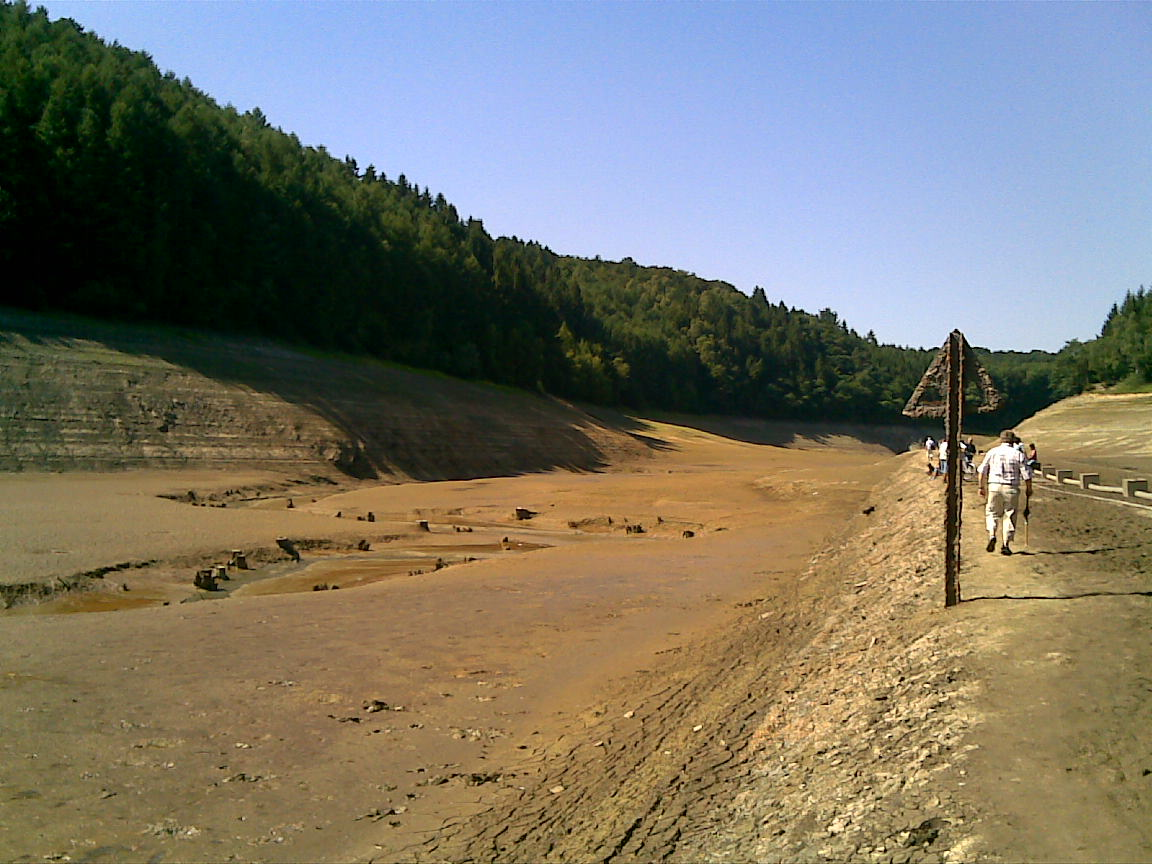
Alte Straße mit Schild im entleerten Stausee (Sommer 2008)
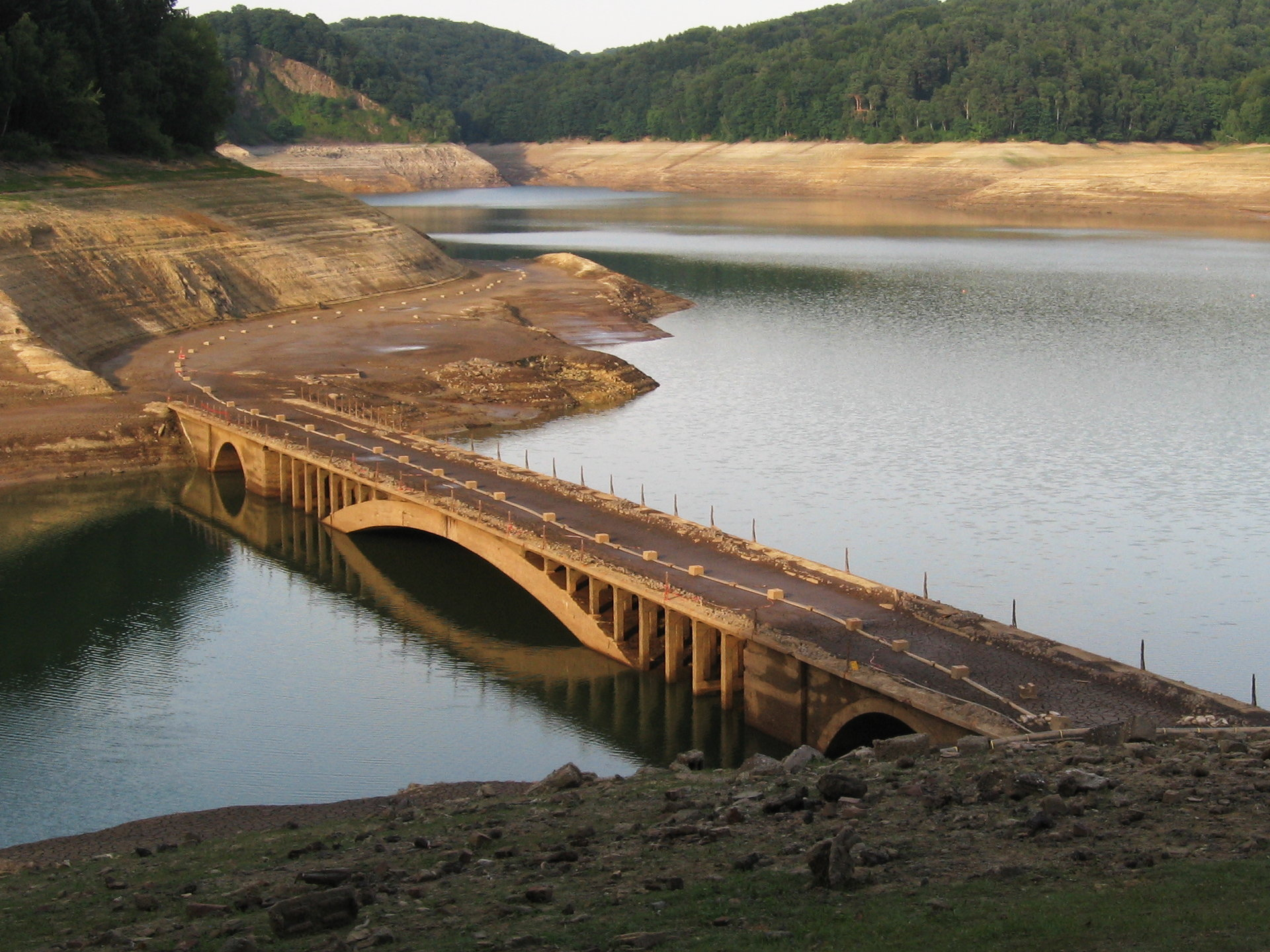
Die Derenbachbrücke aus einem anderen Blickwinkel (Sommer 2008)
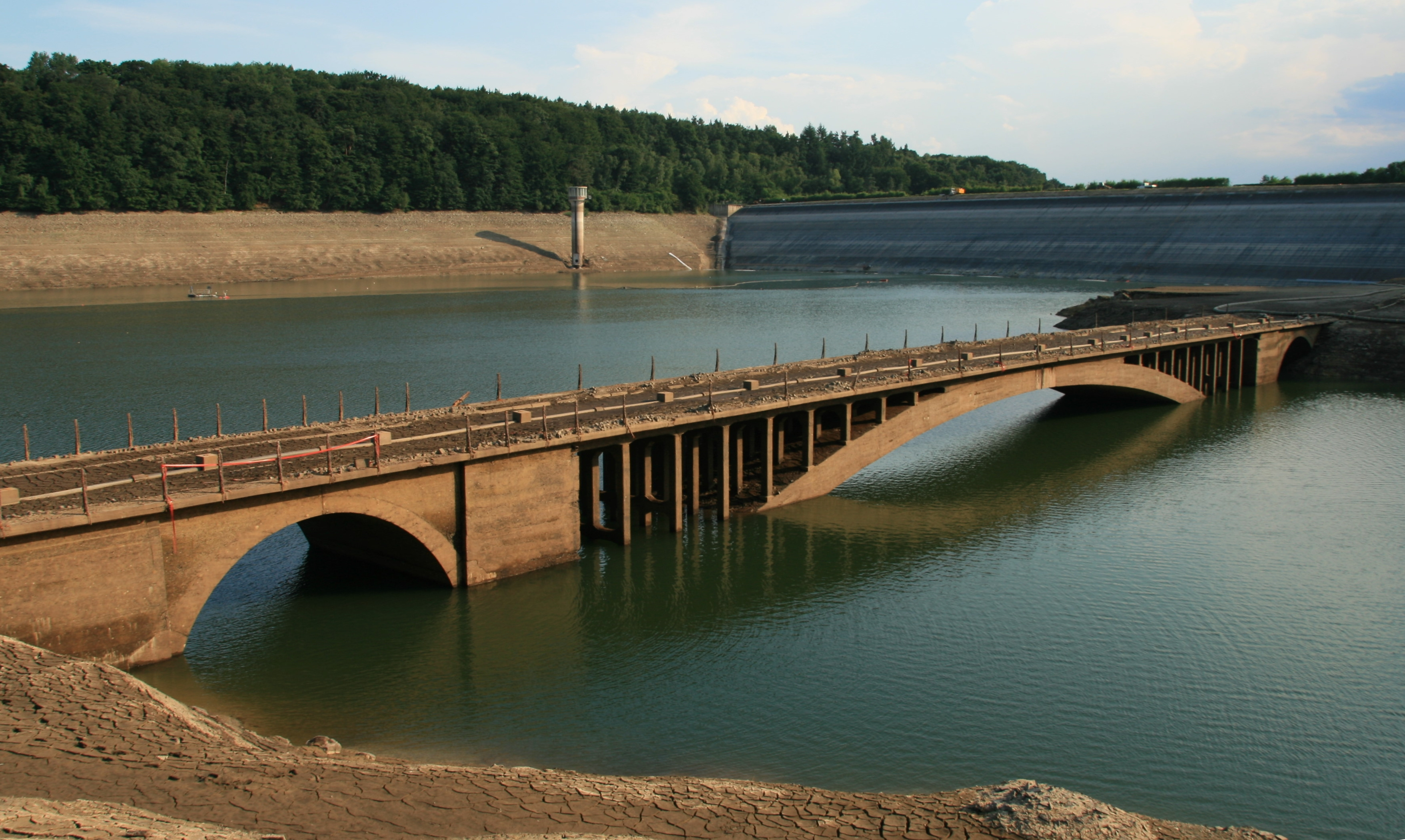
Derenbachtalbrücke
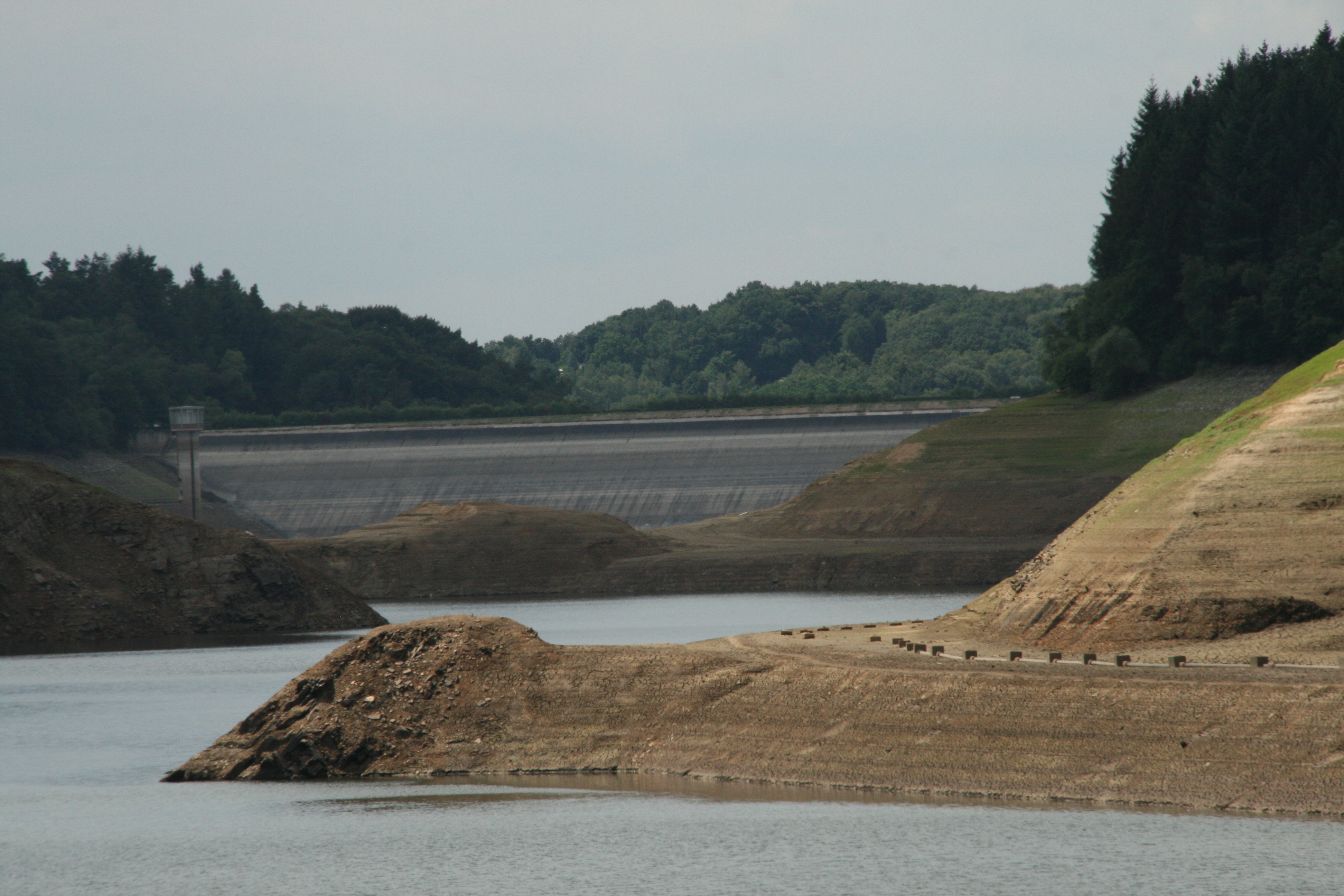
Blick vom Hemmersch Röcken (Sommer 2008)
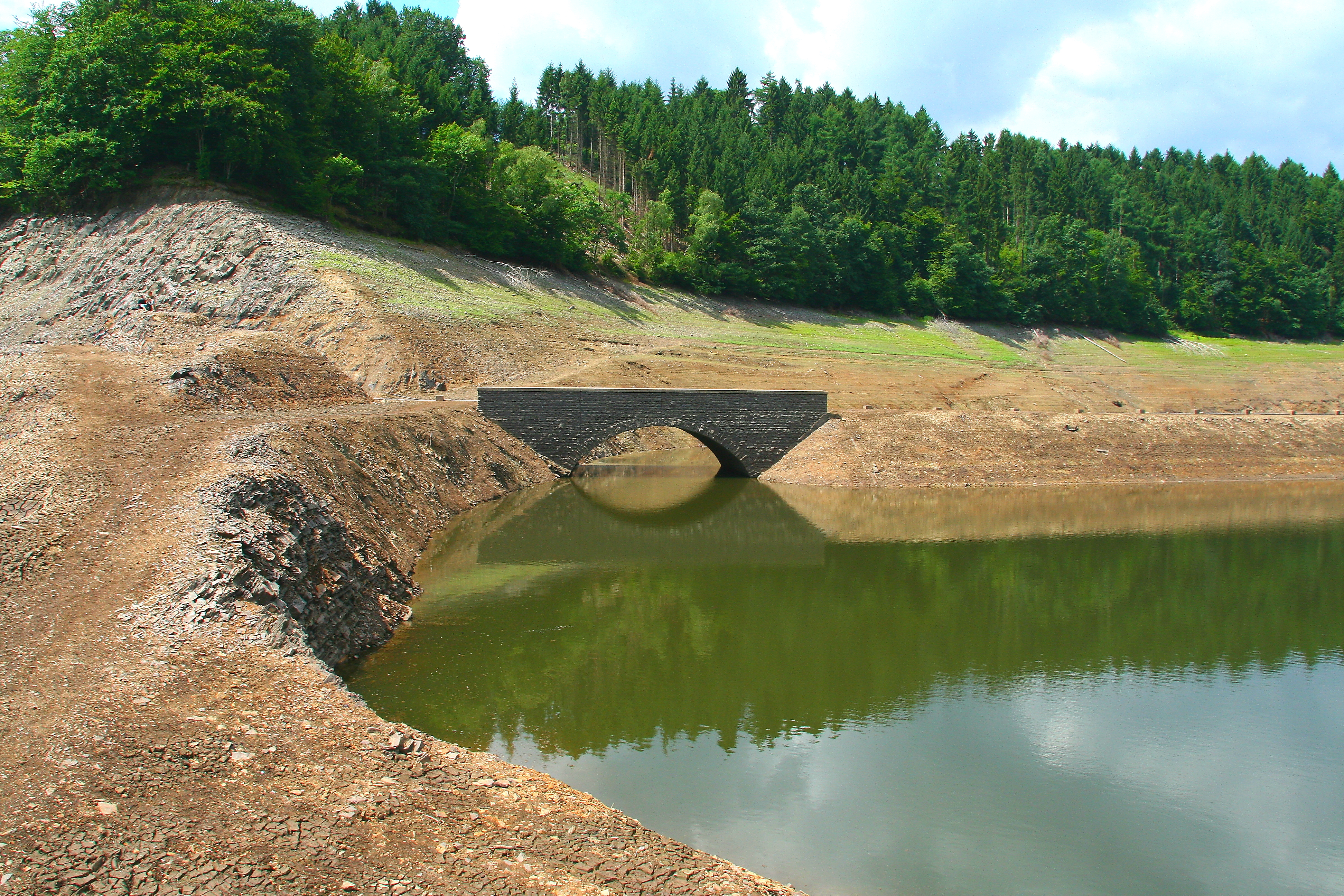
Brücke am Hemmersch Röcken (Sommer 2008)
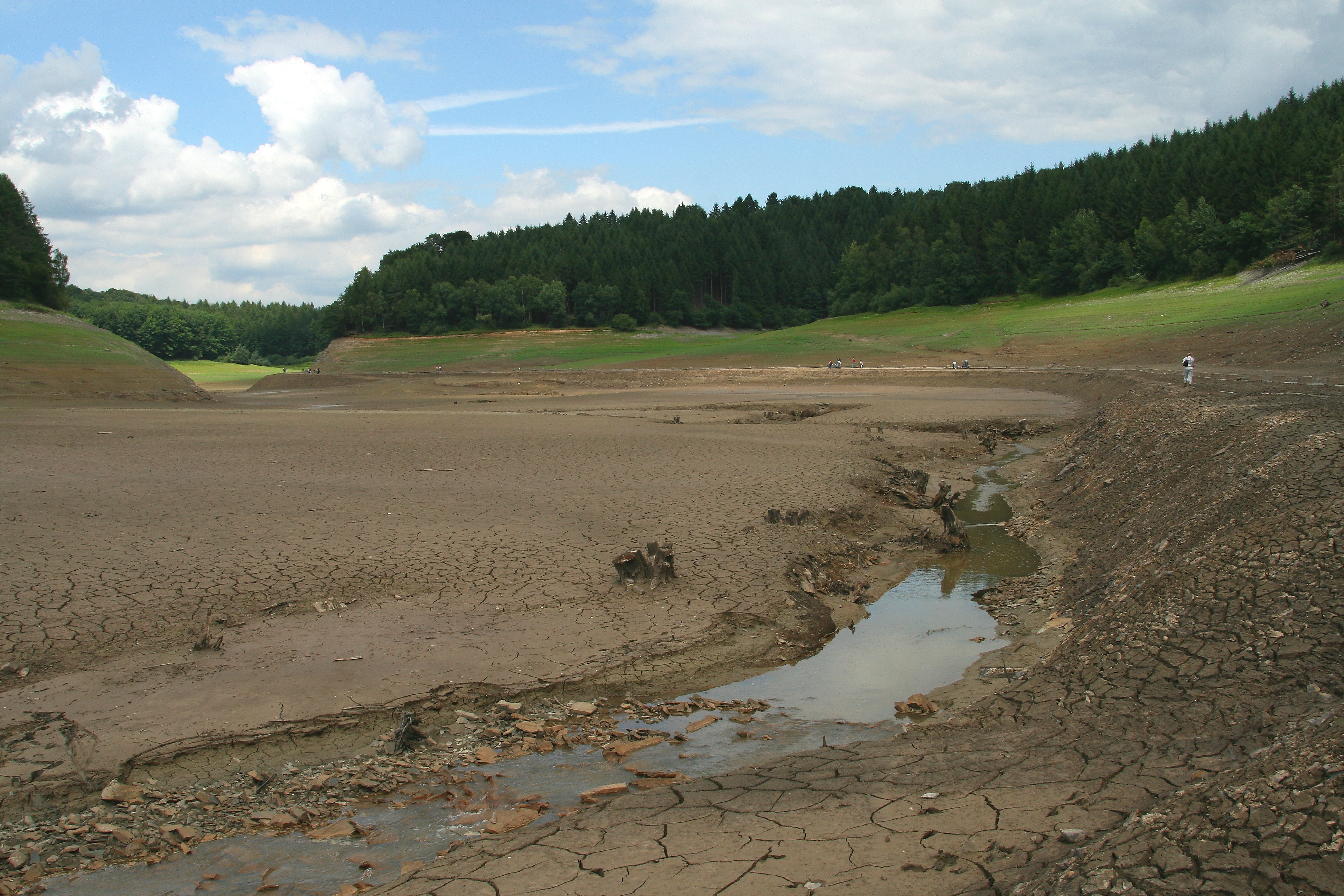
Die 51 Jahre alten Baumstümpfe (Sommer 2008)
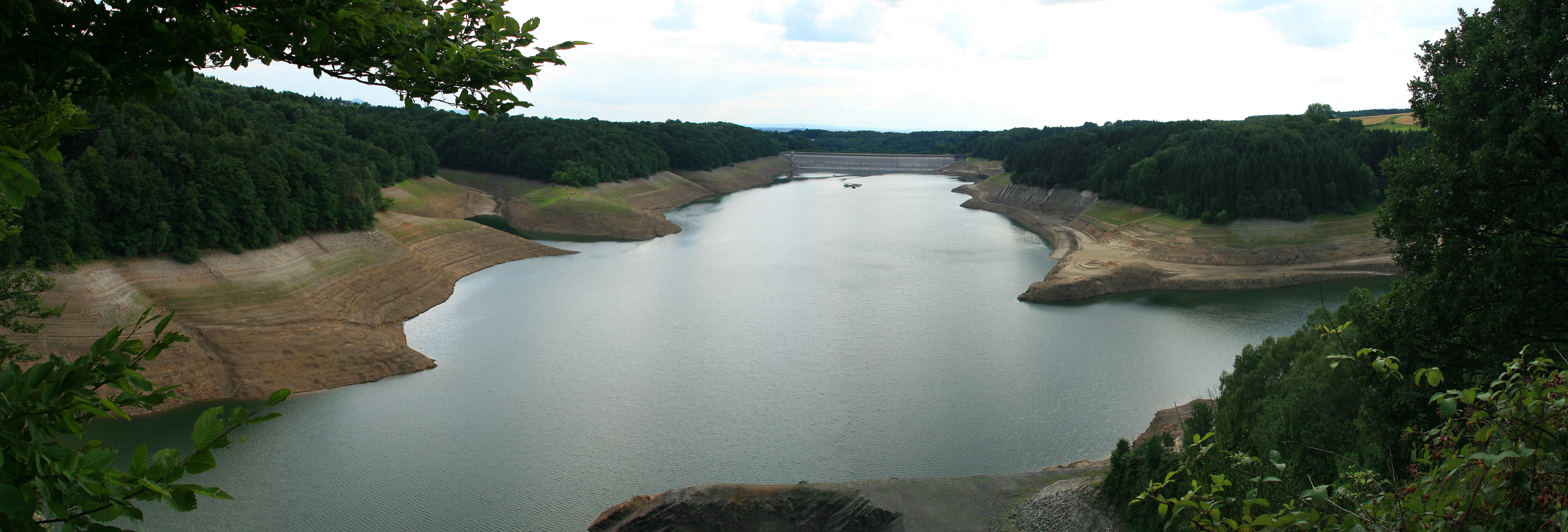
Panorama, Blick vom Pinner Berg (Sommer 2008)
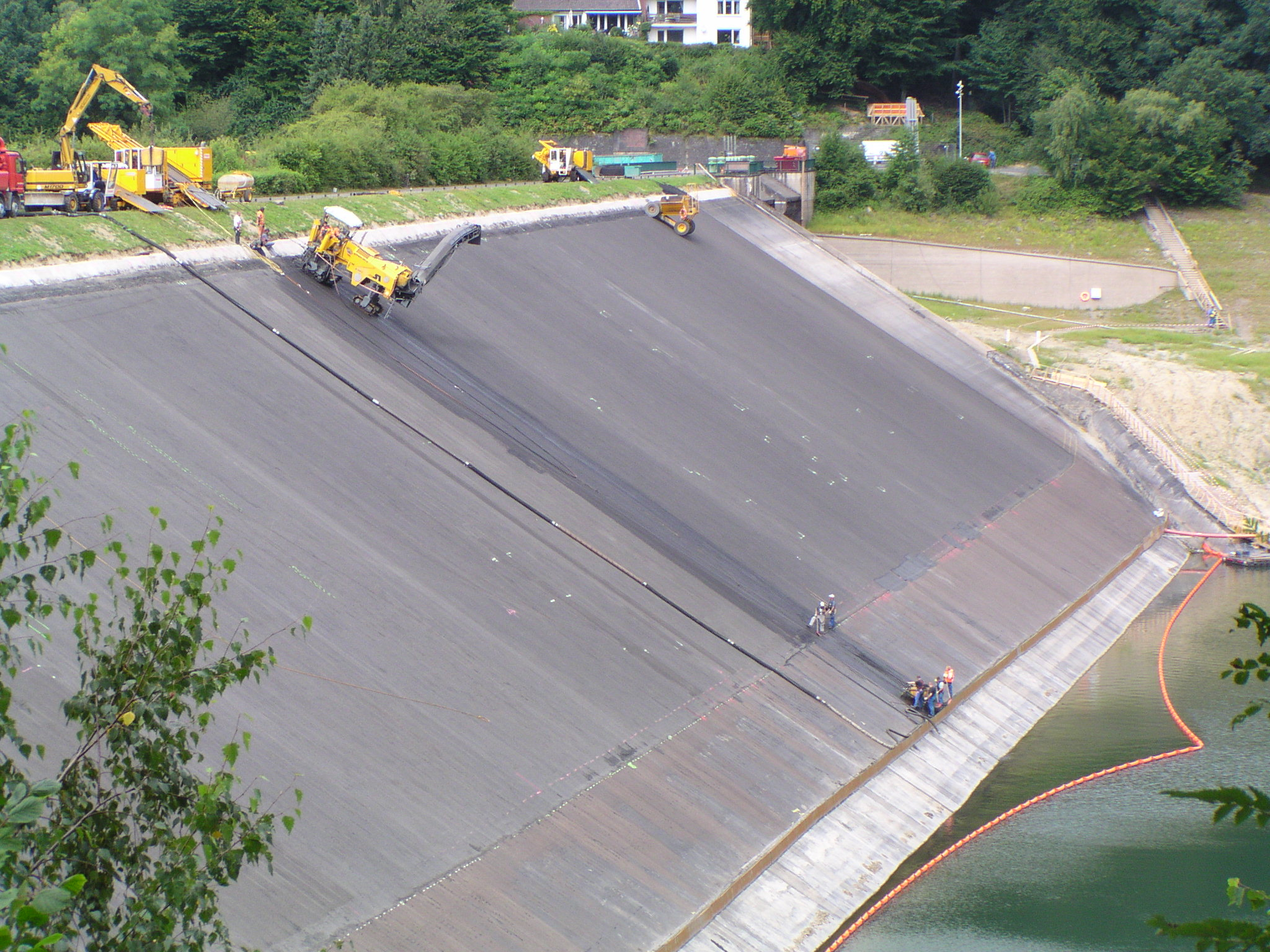
Sanierung der Asphaltdichtung des Hauptdammes  (Sommer 2008)